# Solenopsis bruchiella
Solenopsis bruchiella är en myrart som beskrevs av Carlo Emery 1922. Solenopsis bruchiella ingår i släktet eldmyror, och familjen myror. Inga underarter finns listade i Catalogue of Life.